# عجلان
عجلان القرشي والد محمد بن عجلان، مولى فاطمة بنت عتبة بن ربيعة بن عبد شمس بن عبد مناف خالة معاوية بن أبي سفيان، روى بعض الأحاديث

## شيوخة
حَدث عجلان القرشي عن كلاً من:-
- زيد بن ثابت
- أبو هريرة
- فاطمة بنت عتبة بن ربيعة

## تلاميذه
حَدث عن عجلان القرشي كلاً من:-
- إسماعيل بن أبي حبيبة
- بكير بن عبد الله بن الأشج
- محمد بن عجلان

## أقوال الجرح والتعديل
- قال أبو عبيد الآجرى، عن أبى داود: لم يرو عنه غير ابنه محمد.[1]
- قال النسائي: لا بأس به.[1]
- وثقة ابن حبان.[2]
- استشهد به البخاري في «الصحيح»، وروى له في «الأدب».[3]